# エリック・ディ・メコ
エリック・ディ・メコ（Éric Di Meco，1963年9月7日 - ）は、フランス、ヴォクリューズ県アヴィニョン出身のサッカー選手。現役時代のポジションはDF（レフト・バック）。

## 所属クラブ
- 1980-1994  オリンピック・マルセイユ 216試合10得点
- 1986-1987 →  ASナンシー (loan) 30試合1得点
- 1987-1988 →  FCマルティーグ (loan) 31試合2得点
- 1994-1998  ASモナコ 65試合1得点

## 獲得タイトル
- マルセイユ

UEFAチャンピオンズカップ 1992-93
リーグ・アン 1988-89, 1989-90, 1990-91, 1991-92
クープ・ドゥ・ラ・リーグ 1988-89
- モナコ

リーグ・アン 1996-97